# Val d'Europe
Val d'Europe är den östligaste av de fyra sektorer ingående i Ville nouvelle Marne-la-Vallée och ligger i sin helhet i departementet Seine-et-Marne i regionen Île-de-France. Val d'Europe är förmodligen mest känt för Disneyland Paris. Området ligger cirka 35 km öster om Paris längs motorväg A4. Val d'Europe ingår också i den historiska regionen Brie.
I Val d'Europe ingår följande 10 kommuner:
| Kommun                  | Antal invånare | Yta     |
| ----------------------- | -------------- | ------- |
| Bailly-Romainvilliers   | 7521           | 801 ha  |
| Chessy                  | 5633           | 574 ha  |
| Coupvray                | 2864           | 804 ha  |
| Esbly                   | 6220           | 312 ha  |
| Magny-le-Hongre         | 8645           | 470 ha  |
| Montry                  | 3631           | 286 ha  |
| Serris                  | 9040           | 565 ha  |
| Saint-Germain-sur-Morin | 3664           | 481 ha  |
| Villeneuve-le-Compte    | 1850           | 1900 ha |
| Villeneuve-Saint-Denis  | 824            | 740 ha  |

Samtliga byggnationer i de fem kommuner vilka ursprungligen ingick i Val d'Europe var under uppbyggnadsskeendet under inflytande av arkitekter anställda av Disney vilka strävade efter att ge området en arkitektur präglat av traditionell arkitektur från Île-de-France (den region området tillsammans med bland annat Paris ingår i). Detta gör att de centrala delarna området kännetecknas av en enhetlig arkitektur såväl vad gäller privatbostäder som kontor och offentliga byggnader. De urspruingliga kommunerna var Bailly-Romainvilliers, Chessy, Coupvray, Magny-le-Hongre och Serris.
Före etableringen av Disneyland Paris (invigning 12 april 1992) var området en utpräglad jordbruksbygd omgivet av väldiga fält och i de 10  kommuner som idag utgör Val d'Europe bodde enbart några tusen invånare. Sedan dess har området genomgått en kraftig omvandling och har i dag (2017) ca 50 000 invånare. Slutmålet för befolkningstalet är under politisk debatt och uppgifter pendlande mellan 60 000 till 90 000 är i omlopp. 
I Val d'Europe finns ett stort köpcenter benämnt Centre commercial Régional de Val d'Europe. I vardagstal samt i marknadsföring benämns det kort och gott Val d'Europe, vilket har fått många att tro att Val d'Europe är synonymt med köpcentret.

## Järnvägsstationer
I Val d'Europe finns 2 stycken järnvägsstationer:
- Gare du Val d'Europe vilken betjänar pendeltågslinjen RER A gren 4, i regionen île-de-France.
- Gare de Marne-la-Vallée - Chessy vilken betjänar pendeltågslinjen RER A gren 4, i regionen île-de-France samt snabbtågen TGV.